# 臺東縣歷史
臺東地區很早就有人類活動，在兩萬至兩萬五千年前，境内產生了台灣最早的人類遺址長濱文化。之後又產生了卑南文化等原住民文明。

## 史前時期
長濱文化是至今臺灣所發現最古老的文化，距今約兩萬至兩萬五千年，當時台灣尚與亞洲大陸相連。長濱文化是一個以漁獵和採集為生的隊群社會，據遺物推測，此一聚落的人口規模不大，主要居住在海邊的洞穴內及岩蔭下，不知農耕、畜牧，亦不會製陶，也不會冶煉鐵器，但已知用火，以敲打的方式製作石器，生活則靠狩獵和採集自然食物維生，目前發現的分布地點以台東南部沿海地帶爲主。該文化由台大考古團隊於台東縣長濱鄉八仙洞發現，考古團隊在海蝕洞穴中進行了五次的探掘工作，發掘出不少舊石器晚期人類使用過的礫石器具，主要分布在四處洞穴（潮音洞、海雷洞、乾元洞及崑崙洞）底部。
在距今約5200年前的新石器時代，臺東地區產生了以卑南遺址為代表遺址的卑南文化。該遺址位於臺東市南王部落（卑南社）附近，範圍約100公頃，包含龐大的聚落，其建築物成排分佈，格局嚴謹，已經是頗具組織的社會結構。生產以農業為主，有大量的石刀，石鐮和去殼用的石杵，推測是種植小米和旱稻；此外狩獵工具的矛、簇也很多，但漁具就比較缺乏。生活用具的陶器以夾砂素面紅陶為主。有數以千計的蛇紋岩石板棺埋在建築物底部，成帶狀分布，而且與地上建築物的座向相同。棺內有豐富精美的陪葬玉器、陶器。

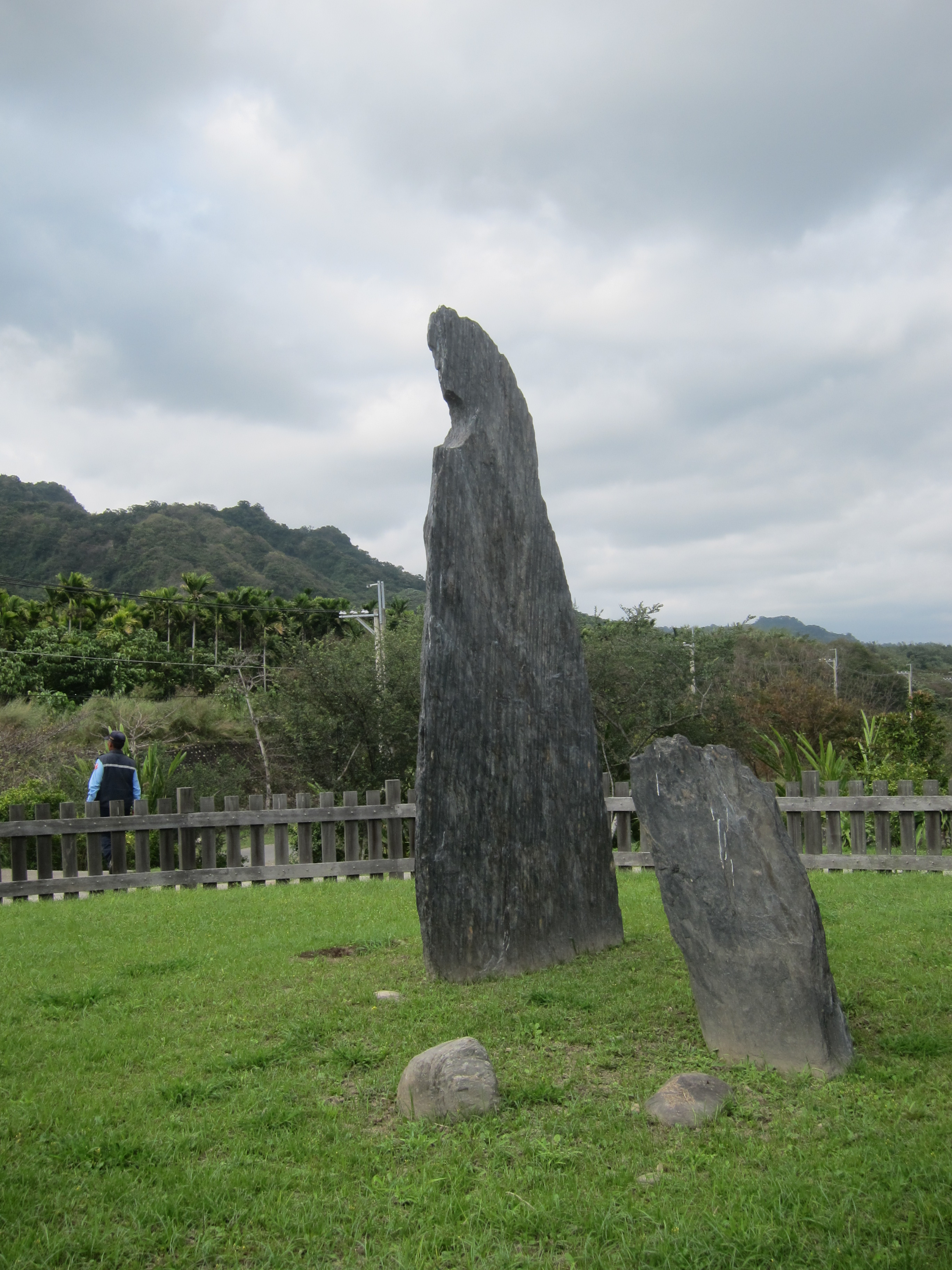
卑南遺址的月形石柱

十六世紀末十七世紀初，臺東南部的卑南族勢力强大，一群卑南族知本社族人南遷進入恆春半島東部，並與當地的排灣族武裝衝突。由於擁有強大的組織與武力，當地的排灣族與別族墾民皆紛紛臣服，並以「斯卡羅」稱呼這一支外族，斯卡羅一詞可能意指「乘轎者」，或是指來自「卡羅」（Qaro）地區的人，即知本社（知本社）。這一支卑南族稱霸恆春半島東部後，逐漸成為擁有原始土地權的統治階層，形成卑南族頭目統治排灣族庶民的社會。這一支卑南族後來與當地人口多數的排灣族人通婚，漸漸融入並排灣化。

## 荷西時期
1636年，瑯嶠社（今恆春）頭目請荷蘭官府協助與卑南覓（今臺東）媾合，聽聞台灣東部盛產黃金的荷蘭東印度公司當局先派中尉詹．尤立安生（Jan Jeuriaensen）前往兩地瞭解情況，再派佐理商務官員馬丁．威瑟靈（Marten Wesselingh）長駐卑南覓，順便探訪金礦所在。卑南覓遂成為臺東最早見諸史料之地名。
1642年2月，荷蘭軍隊進入臺東，在卑南覓大港口駐軍，並與卑南族利嘉社、泰安社發生過戰爭，今日臺東市第一公墓萬姓祠內尚存有昔日荷蘭士兵骨骸。1644年東印度公司設立卑南地方會議區，名義上管轄今花蓮、臺東，實際上僅北起花蓮玉里，南迄臺東大竹溪。至1655年，東部已43社（部落）承認荷人治權，人口約五、六千人。荷蘭人於卑南覓建立「瞨社」制度，經由漢人社商之手獲取原住民鹿皮專賣之經濟利益。

## 明鄭時期
1661（永曆15年），鄭成功將荷蘭人逐出臺灣，以臺灣為反清復明的基地。其政權控制範圍以南部為主，對於東部之經營，大抵沿襲荷人方式，於各社設立土官，令其自治。當時以卑南覓為主的46社皆臣服。經濟方面亦承襲荷人瞨社制度，不同的是控制管理較荷人為嚴，且直接向社商徵稅，視東部為其領土之一部。

## 清治時期
清治早期東部曾有數十番社歸化輸餉，但朱一貴事件後，清朝政府下禁令封山長達百年，期間僅有零星漢人至卑南、火燒島、成廣澳、璞石閣、新城開墾。道光年間曾有平埔族西拉雅族駐留於臺東港，先後達7年之久，後來受卑南族逼迫而集體北遷。咸豐初年，原居枋寮之閩南漢人鄭尚率先在此建立聚點，與原住民從事交易活動。隨後又有更多漢人移入，逐漸形成村落。同治末年，已有漢人28戶在此定居，稱之為「寶桑庄」。由於地型上的崎嶇和海運上的不便，直到19世紀中葉以前，臺東都還是清朝政府眼中的化外之地，除少數逃犯外，多數百姓視入後山為畏途。這樣的情形一直要到1874年牡丹社事件後才有所改變。清廷在此之後派遣自強運動的重要推手，福建船政大臣沈葆楨赴臺經略後山，將今日中央山脈以東，今宜蘭縣南側、花蓮縣、臺東縣，以及屏東縣牡丹鄉、滿州鄉東側濱海，劃為卑南廳，歸屬臺灣府，廳治設於今臺東市。有鑒於臺灣西部清領區對東部聯絡艱難，沈葆楨由北至南連開數條道路橫貫臺灣本島，自此打開東部對外的聯繫。1874年開闢崑崙岰古道，總長約105公里，起自屏東縣來義，翻越中央山脈，至臺東縣金崙。在開路的同時，沈葆楨從福建招來的移民也搭乘帆船登陸臺東，今臺東市寶桑里一帶是東部最早的漢人移民據點。1867年，今臺東地區長濱鄉的平埔族人自行開設水圳，引石坑溪水灌溉長濱沖積扇的長濱、成功等地。1878年屏東潮州區移民陳和枝和其他共17人，合力在池上修築水圳，引卑南溪水灌溉池上。
1886年臺灣建省，將卑南廳升格為臺東直隸州，州治設於今花蓮瑞穗鄉，並於原卑南廳治設州同，花蓮港設州判，預計於州下設三個行政區。首任巡撫劉銘傳以「轄境太廣，則耳目難周；控制太寬，則聲氣多阻。」建議重劃臺灣郡縣，於水尾設直隸知州，稱臺東直隸州，原卑南廳舊治設州同一員，花蓮港增設州判一員。1888年（光緒十四年）12月7日裁撤原駐紮卑南的臺灣府南路撫民理番同知正式設立臺東直隸州。后移治今臺湾臺東縣西北卑南乡。属福建臺灣省。《臺灣輿圖》將卑南廳分成三段，從北到南分別是崎萊（木瓜溪以北）、秀姑巒（木瓜溪到網網溪）、卑南（網網溪以南）。而根據《臺灣地輿全圖》說略，當初設臺東直隸州時，原本計畫將州域分三段，北段設花蓮港廳，中段是州治水尾，南段設卑南廳。然而光緒十四年（1888年）發生大事件（呂家望事件），在水尾駐守的清軍被殲滅，營房、民房也遭到燒毀，根據胡傳在光緒十八年（1892年）前往臺東直隸州巡視的記錄，當時水尾一帶只有四、五家居民，都是粵人。此事件對清朝治理臺灣東部的行動造成影響，實際上的州治移往卑南街（今臺東市），直隸州底下分設兩廳的規劃也作罷。

## 日治時期

1930年臺東廳行政區劃圖

1895年馬關條約後，臺灣割讓給日本。7月3日公布《地方官假官制制定件》，擬定將清政府時期的三府改制為三縣，府下縣、廳改制為縣下支廳，而臺東直隸州遭降級成與西部縣等同的支廳，預計設立臺南縣臺東支廳。但總督府實際上未統治中南東部，8月改為派出性質的臺南民政支部臺東出張所。1896年4月，總督府正式統治東部，才正式設立臺南縣臺東支廳。1897年6月臺東支廳自臺南縣分出升格為臺東廳，並依當初臺東直隸州預計劃設的三個行政區，於廳下設卑南（今臺東縣不含池上關山）、水尾（今花蓮縣壽豐鄉以南，以及臺東縣池上關山）、奇萊（今花蓮縣壽豐鄉以北）等三個辨務署。1898年6月，廢辨務署；8月設派出性質的花蓮港出張所，轄今花蓮縣瑞穗鄉以北。1900年5月，再劃設成廣澳（今成功鎮、東河鄉、長濱鄉）、璞石閣（今花蓮縣玉里鎮、富里鄉）、卑南（上述地區以外）三出張所。1901年6月卑南出張所轄區切出巴塱衛（今太麻里鄉、大武鄉）出張所。
1901年11月，臺灣地方制度變更，出張所改為支廳，而廳治所在出張所廢除不設支廳由廳直轄。臺東廳下轄花蓮港、璞石閣、成廣澳、巴塱衛四支廳。1909年10月，花蓮港、璞石閣兩支廳分出設立花蓮港廳。1915年，今池上鄉、關山鎮、鹿野鄉一帶分設里巄支廳。1920年，里巄支廳與廳直轄地區合併為臺東支廳，成廣澳、巴塱衛兩支廳改名為新港、大武支廳。1931年，臺東支廳再度劃出里壠支廳。1937年，臺東廳正式比照西部州郡制，大武支廳與臺東支廳合併為臺東郡，里壠、新港支廳改為關山、新港郡。

## 戰後時期
1945年10月25日，中華民國政府接收日本臺灣總督府轄區，11月6日設立臺東縣接管委會。於1946年1月12日設立臺東縣至今，原關山郡、臺東郡、新港郡則改為縣轄區，郡下街庄改為區下鎮鄉，郡下蕃地則切割併入鄰近的鄉鎮。臺東鎮較特別，日治末期，臺東街併入卑南庄，戰後則將原已併入的卑南庄切出並和臺東郡蕃地合併成立卑南鄉；臺東街則縮小為未併入前範圍，成立臺東鎮。4月1日，鹿野鄉、關山鄉、太麻里鄉、大武鄉山區劃出延平、海端、金崙、達仁等山地鄉。6月1日，設立紅頭嶼山地鄉。同年，新港鄉升格為成功鎮，關山鄉升格為里壠鎮，都蘭鄉改名東河鄉。11月，金崙鄉鄉治改劃入太麻里鄉，金崙鄉改名金山鄉。1947年，紅頭嶼鄉更名為蘭嶼鄉。1948年2月，三縣轄區廢除，鄉鎮改為縣直轄。1949年3月，於里壠鎮設立東峰區署（縣轄區），管轄五個山地鄉，1951年4月廢除。1954年，里壠鎮改名為關山鎮。1958年，金山鄉改名金峰鄉。1974年10月，臺東鎮劃入卑南鄉（含鄉治）10村，並於隔月申請改制縣轄市。1976年1月1日，臺東鎮正式改制為臺東市。
前身為「關山越嶺道」的南橫公路於1968年7月動工，起點台南左鎮，終點台東海端，為台灣南部一條橫貫中央山脈的重要公路，最高點大關山隧道海拔2722公尺，1972年10月31日通車，歷時4年4個月。施工期間大部分路段均為新闢道路，設計標準比照中部橫貫公路施作，均採用傳統人力方式修築開闢，因工程甚為艱鉅，共計有116位工作人員罹難，在天池設置長青祠以供悼念。
日治時期就有興建屏東和台東間橫斷鐵道的計畫，但是因施工困難等問題而未付諸實行。戰後以施工較易、工期較短及經費較省的枋山線做為南迴線的路線。1977年列入「十二大建設」並進行規畫。1980年設立「南迴鐵路工程處」並著手動工開始興建，1984年改以「繼續完成南迴鐵路計畫」併入「十四項重要建設計畫」中，1985年7月卑南（台東）到知本段通車，1987年12月知本到太麻里段通車，1991年12月全線完工通車，自此臺灣的環島鐵路系統終於完成。南迴鐵路西經枋寮車站，經古莊、大武、瀧溪、金崙、太麻里、知本等地，途中穿越查留凡山、巴矢山，終點站為臺東（卑南）車站。全線共修築大、小橋樑158座，隧道35座，總長38,202公尺，最長的中央隧道長達8,070公尺。